# Pentasacme pulcherrima
Pentasacme pulcherrima är en oleanderväxtart som beskrevs av A.J.C. Grierson och D.G. Long. Pentasacme pulcherrima ingår i släktet Pentasacme och familjen oleanderväxter. Inga underarter finns listade i Catalogue of Life.